# Corystoides chilensis
Corystoides chilensis is een krabbensoort uit de familie van de Belliidae. De wetenschappelijke naam van de soort is voor het eerst geldig gepubliceerd in 1844 door Lucas, in H. Milne Edwards & Lucas.